# Saab 96
Saab 96 – samochód osobowy klasy kompaktowej produkowany przez szwedzką markę Saab w latach 1960–1980.

## Historia i opis modelu

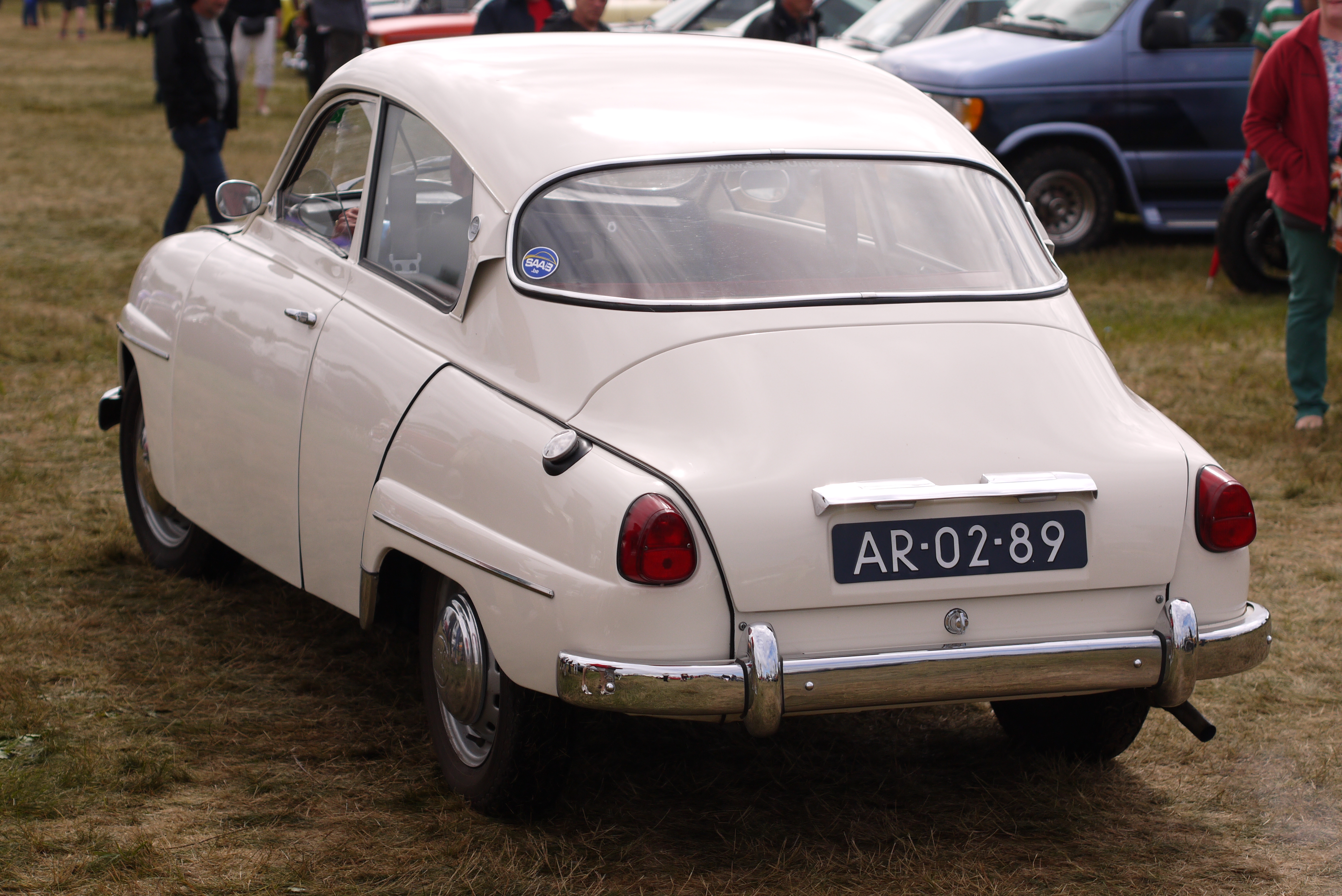
Saab 96 - tył

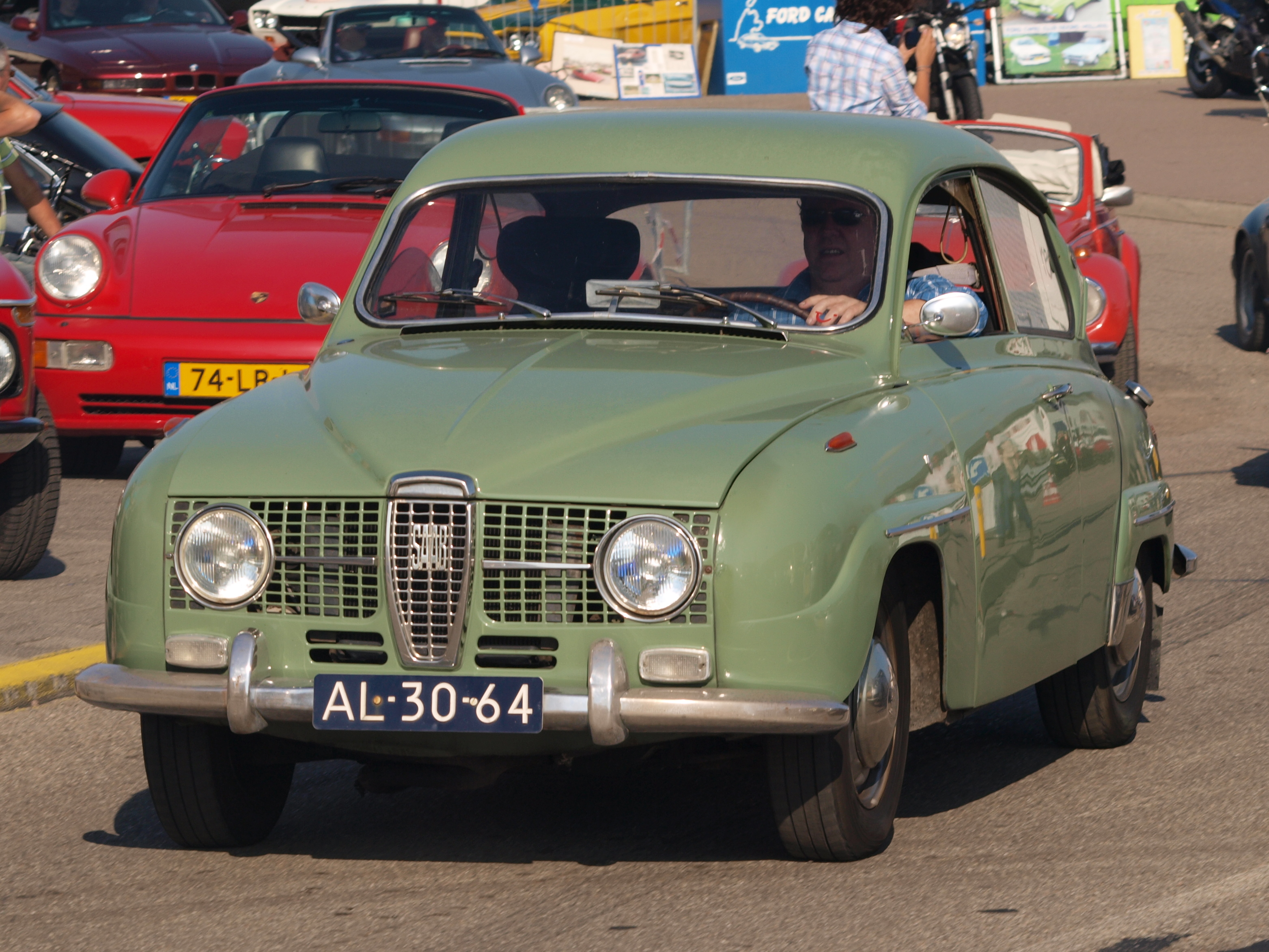
Saab 96 V4 z lat 1966-68.

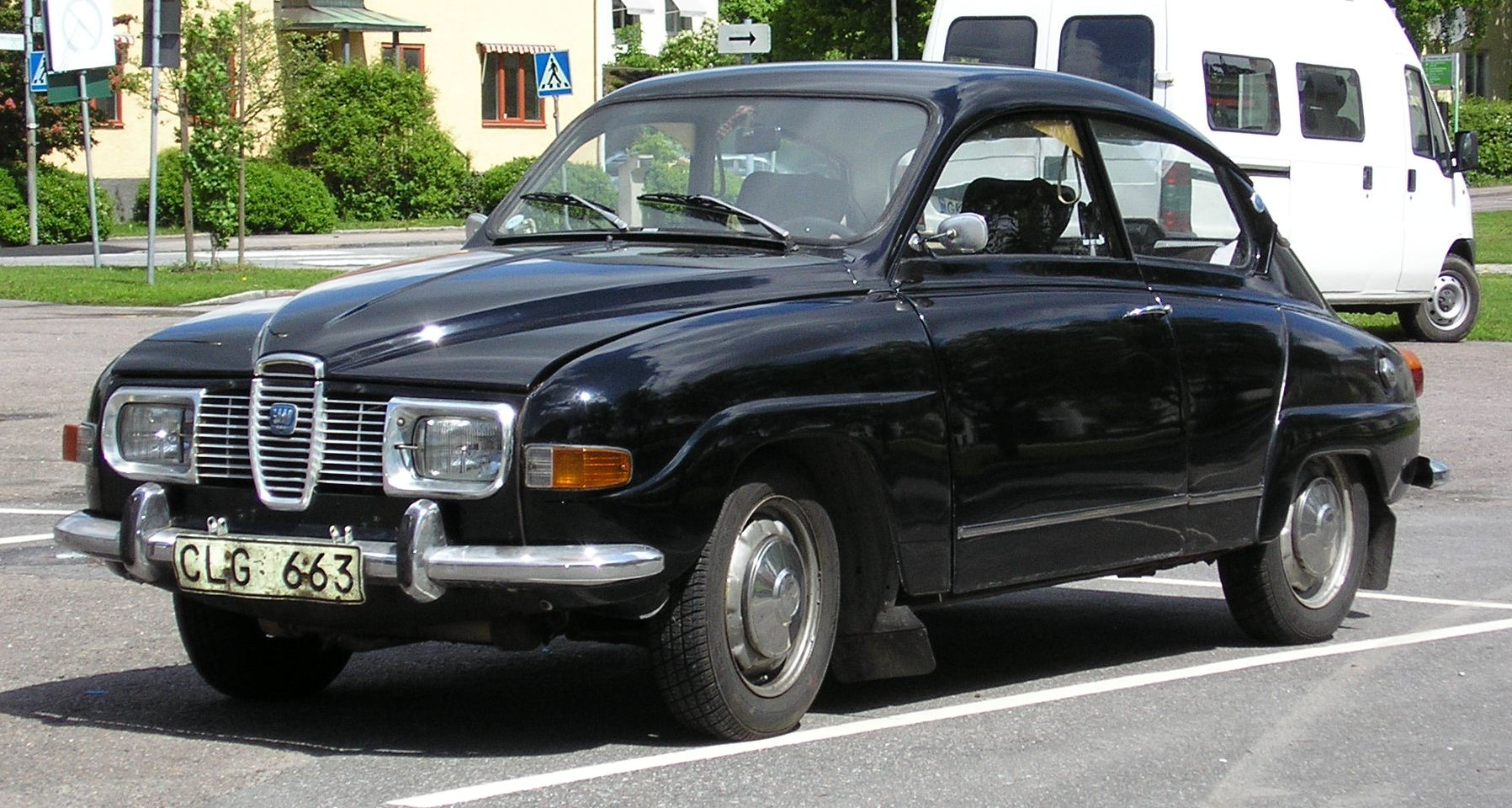
Saab 96 V4 z 1971 roku

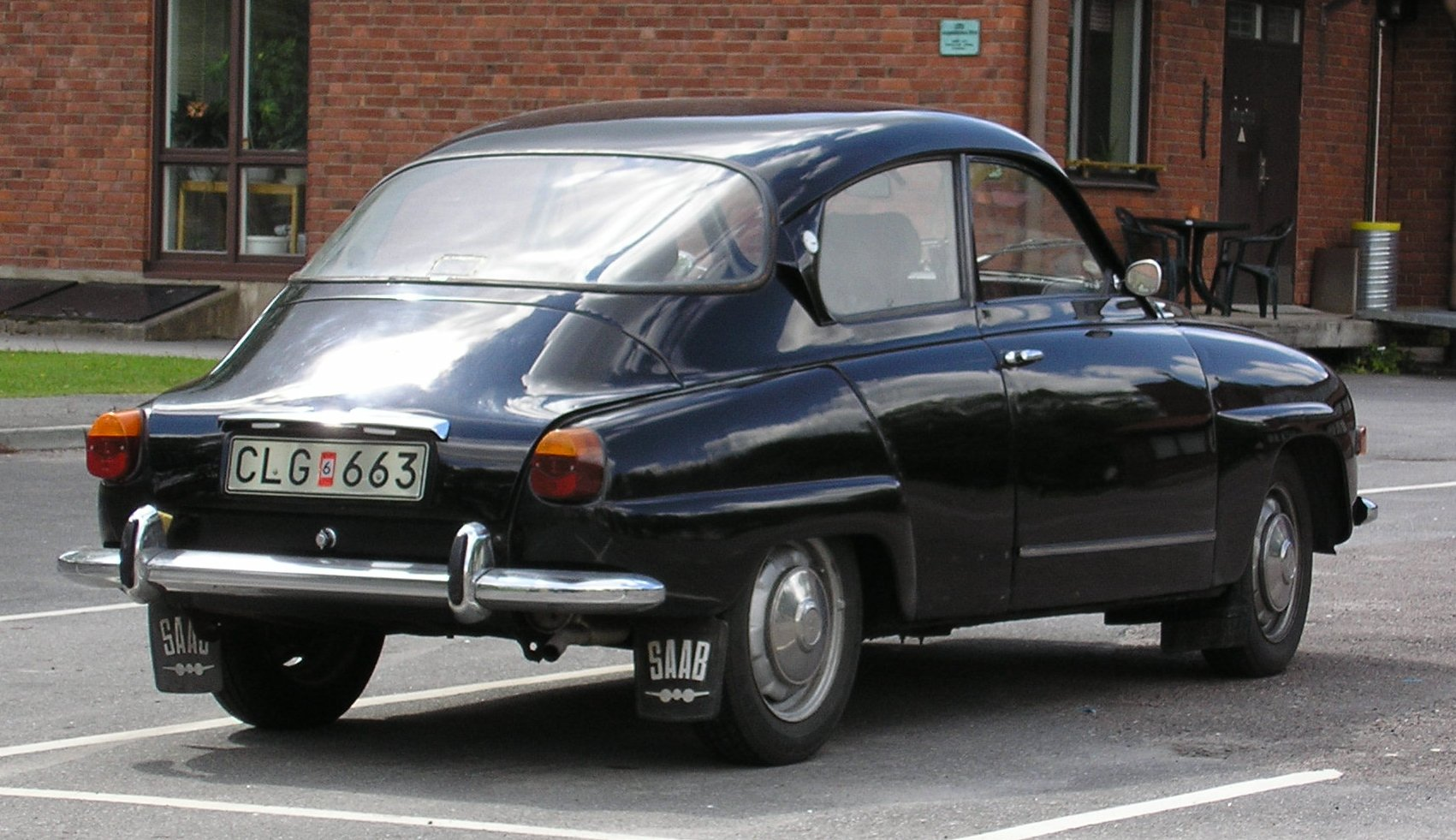
Tył Saab 96 V4 z 1971 roku

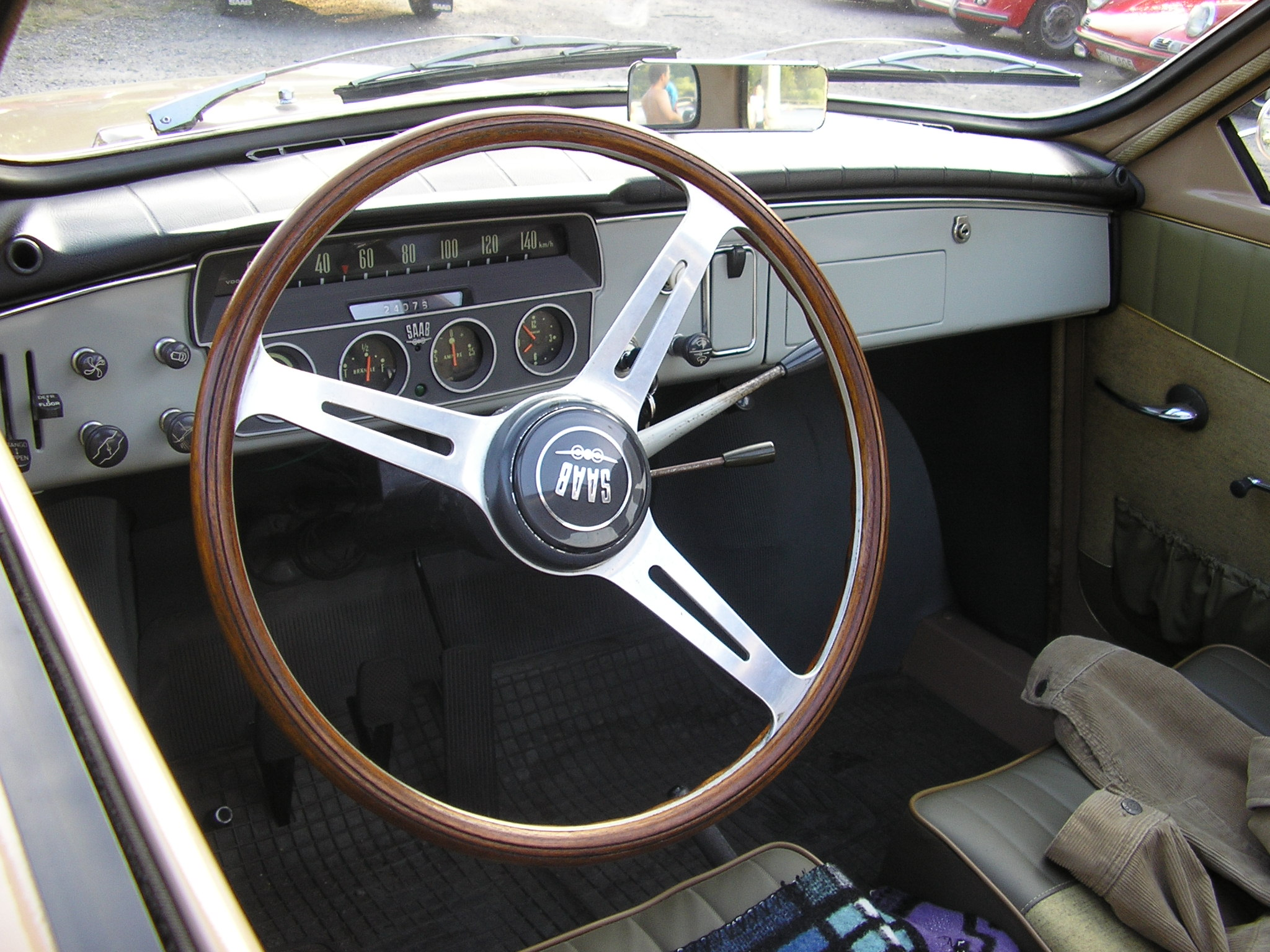
Wnętrze modelu 96

Pojazd po raz pierwszy został zaprezentowany w Sztokholmie 17 lutego 1960 roku. Auto było tak naprawdę zmodyfikowaną konstrukcją modelu 93. Początkowo pojazd planowano nazwać 93c jednak liczba zmian w stosunku do modelu 93 była na tyle duża, że pojazd stał się odrębnym modelem. Przednia część nadwozia była niemal identyczna jak model 93f, jednak tylna była zupełnie inna. Boczne tylne szyby zmieniły kształt, stosunkowo mała tylna szyba zastąpiona została dużą panoramiczną. Tylne błotniki dostosowano do większych, bardziej widocznych tylnych lamp.
Napęd stanowił nadal dwusuwowy, trzycylindrowy silnik benzynowy o pojemności zwiększonej do 841 cm3 i mocy 38 KM. Nowością była 4-biegowa manualna skrzynia biegów.
Pod koniec 1964 roku zmieniono przednią część nadwozia poprzez wkomponowanie szerokiej atrapy chłodnicy, mającej szerokość maski silnika. W atrapę wkomponowano okrągłe reflektory. Tylna część nadwozia nie uległa zmianie. Produkcję modelu 96 z silnikiem dwusuwowym zakończono w 1967 roku.
Wyprodukowano łącznie 547 221 egzemplarzy.

### Saab 96 V4
Na rok modelowy 1967 przygotowano zupełnie nowy silnik, będący w rzeczywistości zakupionym na licencji koncernu Ford Motor Company widlastym czterosuwowym, czterocylindrowym silnikiem benzynowym o pojemności 1498 cm3 i mocy 65 KM znanym m.in. z modelu Ford Taunus. W 1971 roku na rynku amerykańskim silnik zastąpiono jednostką o większej pojemności – 1699 cm3 i mocy 70 KM. 
W 1969 roku znowu zmieniono pas przedni, tym razem nieznacznie, zmieniając okrągłe reflektory na podłużne, owalne oraz przeniesiono kierunkowskazy przednie spod reflektorów na zderzaki. W 1970 roku przeprojektowano deskę rozdzielczą, zegary oraz kierownicę, a w 1972 roku zderzaki wypełniono gumą oraz po raz pierwszy w historii zastosowano podgrzewane siedzenia. W 1974 roku zmienił się styl przedniej atrapy, zachowując jednak poprzedni kształt. Był to jednocześnie ostatni rok, kiedy w Stanach Zjednoczonych oferowano Saaba 96.
W 1977 roku w pojeździe zastosowano fotele z modelu 99. Ostatnie zmiany nastąpiły w 1978 roku, kiedy to znów zmieniono przednie kierunkowskazy, upodabniając je do znanych z Saaba 99 oraz powiększono tylne lampy i dodano spojler.
Saab 96 był najdłużej produkowanym modelem firmy Saab. Jego produkcję zakończono w 1980 roku, po wyprodukowaniu łącznie 547 221 egzemplarzy. W firmie Valmet Automotive powstało w ciągu 11 lat 65 887 sztuk.

### Wersje

#### Saab 96
- Granturismo 750 (GT750) – oferowana w latach 1960–1961 odmiana sportowa z silnikiem 750 cm3 o mocy 48/50 KM i 57 KM (GT750 Super), wyposażona w sportowe wnętrze (deska rozdzielcza bazująca na desce z modelu Saab 93, kierownica, fotele, rajdowe urządzenie nawigacyjne Halda Speed Pilot), dwie poziome listwy ozdobne wzdłuż dolnej krawędzi błotników i drzwi, 4-biegową skrzynię biegów oraz w zależności od rynku w dodatkowe lampy halogenowe i uchylne tylne szyby boczne.
- Sport / Granturismo 850 (GT850) – oferowana w latach 1962–1964 odmiana sportowa z wyposażonym w niezależne smarowanie trójgaźnikowym dwusuwowym silnikiem 850 cm3 o mocy 52 KM wyposażona w sportowe wnętrze (deska rozdzielcza – początkowo z modelu GT750, potem bazująca na desce Saaba 96, kierownica, fotele), dwie poziome listwy ozdobne wzdłuż dolnej krawędzi błotników i drzwi, 4-biegową skrzynię biegów, hamulce tarczowe z przodu oraz w dodatkowe lampy halogenowe i uchylne tylne szyby boczne.
- Sport / Monte Carlo 850 – oferowana w latach 1965–1967 odmiana sportowa z wyposażonym w niezależne smarowanie dwusuwowym trójgaźnikowym silnikiem 850 cm3 o mocy 55 KM wyposażona w sportowe wnętrze (deska rozdzielcza, kierownica, fotele), dwie poziome listwy ozdobne wzdłuż dolnej krawędzi błotników i drzwi, 4-biegową skrzynię biegów, hamulce tarczowe z przodu oraz w dodatkowe lampy halogenowe i uchylne tylne szyby boczne.

#### Saab 96 V4
- Monte Carlo V4 – oferowana w latach 1967–1968 kontynuacja wersji Monte Carlo 850 z czterosuwowym silnikiem V4 wyposażona w sportowe wnętrze (deska rozdzielcza, kierownica, fotele), dwie poziome listwy ozdobne wzdłuż dolnej krawędzi błotników i drzwi oraz dodatkowe lampy halogenowe i uchylne tylne szyby.
- Silver Anniversary (1975) – wersja na 25-lecie produkcji samochodów Saab różniąca się od standardowych Saabów 96 z tego rocznika srebrnym metalicznym kolorem nadwozia, aluminiowymi felgami w kolorze srebrno-czarnym (tzw. "futbolówki"), czarne pasy z napisem Saab wzdłuż dolnej krawędzi drzwi i błotników, sportową kierownicę, obrotomierz i ciemnobrązowe wnętrze.
- Jublileum (1980) – pożegnalna seria 300 sztuk na zakończenie produkcji Saaba 96 wyposażona w aluminiowe felgi Ronal, niebieski metaliczny lakier (aquamarine) i sportową kierownicę. Ostatni wyprodukowany Saab 96 w wersji Jubileum znajduje się w Muzeum marki w Trollhättan, gdzie przejechał prowadzony przez Erika Carlssona.

### Silniki
| Pojemność skokowa [cm³] | Układ cylindrów    | Rodzaj silnika     | Układ zasilania    | Średnica cylindra x średnica tłoka | Stopień sprężania  | Moc maksymalna [KM] przy obr./min | Maks. moment obrotowy [Nm] przy obr./min | Przyspieszenie 0-100 km/h [s] | Prędkość maks. [km/h] |
| Silniki benzynowe:      | Silniki benzynowe: | Silniki benzynowe: | Silniki benzynowe: | Silniki benzynowe:                 | Silniki benzynowe: | Silniki benzynowe:                | Silniki benzynowe:                       | Silniki benzynowe:            | Silniki benzynowe:    |
| ----------------------- | ------------------ | ------------------ | ------------------ | ---------------------------------- | ------------------ | --------------------------------- | ---------------------------------------- | ----------------------------- | --------------------- |
| 841                     | R3                 | dwusuw wolnossący  | gaźnik             | 70,00x73,00                        | 8,5:1              | 38 (23)/4250                      | 81/3000                                  | 14,7                          | 127                   |
| 1498                    | V4                 | czterosuw OHV      | gaźnik             | 90,00x58,86                        | 9,0:1              | 66 (48,5)/4600                    | 115/2500                                 | -                             | 155                   |

### Sukcesy w sporcie
- Sukcesy Erika Carlssona:
  - 1960, 1961, 1962 – 1. miejsce w Rajdzie RAC
  - 1960 – 2. miejsce w Rajdzie Akropolis
  - 1961 – 1. miejsce w Rajdzie Akropolis
  - 1962, 1963 – 1. miejsce w Rajdzie Monte Carlo
  - 1962 – 7. miejsce w Rajdzie Safari
  - 1963 – 2. miejsce w Liège-Sofia-Liège Rally
  - 1964 – 1. miejsce w Rajdzie San Remo
  - 1964 – 2. miejsce w Rajdzie Polski, Safari i Liège-Sofia-Liège Rally
  - 1965 – 2. miejsce w Rajdzie Australii i Akropolis
  - 1967 – 1. miejsce w Rajdzie Czech
  - 1969 – 3. miejsce w 1000 Baja Mexico
  - 1970 – 5. miejsce w 100 Baja Mexico
- Inni kierowcy:
  - 1971, 1972, 1973 – 1. miejsce w 22, 23 i 24. Rajdzie Szwecji (Stig Blomqvist, pilot: Arne Hertz)
  - 1976 – 1. miejsce w 26. Rajdzie Szwecji (Per Eklund, pilot: Björn Cederberg)

#### RajdPolski
Jedną z prób Rajdu Polski w 1964 roku był wyścig na płycie lotniska na krakowskich Czyżynach. Saab prowadzony przez Erika Carlssona, którego pilotem była jego żona Pat Moss-Carlsson, siostra Stirlinga Mossa został na starcie z zalanym silnikiem. Pilotka wysiadła z pojazdu i zaczęła pchać auto, aż do uruchomienia silnika dwusuwowego. Nie przeszkodziło to jednak w osiągnięciu mety na drugiej pozycji w całej klasie.